# Gordon Jennings
Gordon Jennings (* 25. Juni 1896 in Salt Lake City, Utah, USA, als Henry Gordon Jennings; † 11. Januar 1953 in Hollywood, Kalifornien, USA) war ein US-amerikanischer Tricktechniker. Nach verschiedenen Beschäftigungen in der Filmindustrie hat er zwischen 1932 und 1953 bei rund 190 Filmproduktionen an den Spezialeffekten mitgewirkt und wurde siebenfach mit dem Oscar geehrt und acht weitere Male für diesen nominiert.

## Leben
Gordon Jennings war zunächst Ingenieur, bevor er 1919 als Kameraassistent nach Hollywood ging. Später widmete er sich der Tricktechnik. Die Idee, bewegliche Titel in Vor- und Nachspann eines Filmes einzuführen, stammte von ihm. Jennings arbeitete vorwiegend für die Paramount und leitete ab 1933 deren Abteilung für Spezialeffekte. Sein älterer Bruder Devereaux Jennings wechselte ebenfalls zu Paramount, sodass die Brüder in mehreren Filmen zusammenarbeiteten und auch gemeinsam für Auszeichnungen nominiert waren.

## Privates
Sein Sohn John D. Jennings wurde Zahnarzt und produzierte den Film The Face of Jesus.

## Filmografie (Auswahl)
- 1923: Verflixte Gastfreundschaft (Our Hospitality)
- 1933: Ein Stück vom Mond (Three-Cornered Moon)
- 1933: Revolution der Jugend (This Day and Age)
- 1935: Kreuzritter – Richard Löwenherz (The Crusades)
- 1936: Der Held der Prärie (The Plainsman)
- 1938: Piraten in Alaska (Spawn of the North)
- 1938: The Big Broadcast of 1938
- 1939: Union Pacific
- 1939: Herrscher der Meere (Rulers of the Sea)
- 1940: Dr. Zyklop (Dr. Cyclops)
- 1940: Die Hölle der Südsee (Typhoon)
- 1941: I Wanted Wings
- 1941: Aloma, die Tochter der Südsee (Aloma of the South Seas)
- 1942: Piraten im karibischen Meer (Reap the Wild Wind)
- 1942: Mabok, der Schrecken des Dschungels (Beyond the Blue Horizon)
- 1943: Mutige Frauen (So Proudly We Hail!)
- 1944: Dr. Wassells Flucht aus Java (The Story of Dr. Wassell)
- 1944: Der unheimliche Gast (The Uninvited)
- 1944: Here Come the Waves
- 1945: A Medal for Benny
- 1945: Incendiary Blonde
- 1946: Mit Pinsel und Degen (Monsieur Beaucaire)
- 1946: In Ketten um Kap Horn (Two Years Before the Mast)
- 1946: Der Mann aus Virginia (The Virginian)
- 1947: Kalkutta (Calcutta)
- 1947: California
- 1947: Die Unbesiegten (Unconquered)
- 1947: Goldene Ohrringe (Golden Earrings)
- 1947: Rauhe Ernte (Wild Harvest)
- 1947: Mädchen für Hollywood (Variety Girl)
- 1948: Schmuggler von Saigon (Saigon)
- 1948: Der Todesverächter (Whispering Smith)
- 1949: Samson and Delilah (Samson and Delilah)
- 1949: Frau in Notwehr (The Accused)
- 1949: Blutige Diamanten (Rope of Sand)
- 1949: Der besiegte Geizhals (Sorrowful Jones)
- 1949: Der große Liebhaber (The Great Lover)
- 1949: Diebstahl in Irland (Top o’ the Morning)
- 1950: Tanzen ist unser Leben – Let’s Dance (Let’s Dance)
- 1950: Entgleist (No Man of Her Own)
- 1950: Boulevard der Dämmerung (Sunset Boulevard)
- 1950: Herz in der Hose (Fancy Pants)
- 1950: Irma, das unmögliche Mädchen (My Friend Irma Goes West)
- 1951: Der jüngste Tag (When Worlds Collide)
- 1951: Ein Platz an der Sonne (A Place in the Sun)
- 1951: U-Kreuzer Tigerhai (Submarine Command)
- 1951: Peking-Expreß (Peking Express)
- 1951: Der Prügelknabe (The Stooge)
- 1951: Spione, Liebe und die Feuerwehr (My Favorite Spy)
- 1952: My Son John
- 1952: Die größte Schau der Welt (The Greatest Show on Earth)
- 1952: Bleichgesicht Junior (Son of Paleface)
- 1952: Nur für Dich (Just for You)
- 1952: Kehr zurück, kleine Sheba (Come Back, Little Sheba)
- 1953: Donner in Fern-Ost (Thunder in the East)
- 1953: Ein Lied, ein Kuß, ein Mädel (The Stars Are Singing)
- 1953: Mein großer Freund Shane (Shane)
- 1953: Starr vor Angst (Scared Stiff )
- 1953: Stalag 17 (Stalag 17)
- 1953: Houdini, der König des Varieté (Houdini)
- 1953: Kampf der Welten (The War of the Worlds)

## Auszeichnungen
- 1938: Ehrenoscar für besondere Film- und Toneffektaufnahmen: Piraten in Alaska (Spawn of the North, 1938)
- 1939: Oscarnominierung für die besten Spezialeffekte: Union Pacific, (1939)
- 1940: Oscarnominierung für die besten Spezialeffekte: Dr. Zyklop (Dr. Cyclops, 1940)
- 1940: Oscarnominierung für die besten Spezialeffekte: Die Hölle der Südsee (Typhoon, 1940)
- 1941: Oscar für die besten Spezialeffekte: I Wanted Wings (1941)
- 1941: Oscarnominierung für die besten Spezialeffekte: Aloma – Die Tochter der Südsee (Aloma of the South Seas, 1941)
- 1942: Oscar für die besten Spezialeffekte: Piraten im karibischen Meer (Reap the Wild Wind, 1942)
- 1943: Oscarnominierung für die besten Spezialeffekte: Mutige Frauen (So Proudly We Hail!, 1943)
- 1944: Oscarnominierung für die besten Spezialeffekte: Dr. Wassells Flucht aus Java (The Story of Dr. Wassell, 1944)
- 1944: Oscar für technische Verdienste
- 1947: Oscarnominierung für die besten Spezialeffekte: Die Unbesiegten (Unconquered, 1947)
- 1950: Oscarnominierung für die besten Spezialeffekte: Samson and Delilah (Samson and Delilah, 1949)
- 1951: Oscar für die besten Spezialeffekte: Der jüngste Tag (When Worlds Collide, 1951)
- 1951: Oscar für Wissenschaft und Entwicklung
- 1953: Oscar für die besten Spezialeffekte: Kampf der Welten (The War of the Worlds, 1953)